# トリニダード・トバゴ・ドル
トリニダード・トバゴ・ドル (Trinidad and Tobago dollar) は、トリニダード・トバゴの通貨。通貨の補助単位はセント。
トリニダード・トバゴを含む東カリブ地域の英領は、スペイン・ドル（後にメキシコ・ドル）が流通しており、銀本位制の地域となっていた。イギリスは1821年に金本位制を採用し、1838年には東カリブも金本位制地域に組み込まれたが、メキシコ・ドルは流通し続けた。1873年の国際的な銀価格の危機は、西インド諸島の銀本位時代の終わりを告げ、1879年にはトリニダード島でもトバゴ島でもイギリス・ポンドの流通が始まった。1ドル=4シリング2ペンスのレートで交換された。
1949年に英領西インド諸島ドルが導入されたが、1964年のトリニダード・トバゴ独立の際、トリニダード・トバゴは東カリブ・ドルと等価の独自通貨の導入を決定した。1976年にはこの互換性も廃止された。

## 硬貨
1966年に、1、5、10、25、50セント硬貨が発行された。1セントと5セント貨は青銅で、残りは白銅で鋳造された。50セント及び1ドル貨はほとんど流通していない。
2018年には1セント硬貨の市中での流通が停止され、金融機関による5セント以上の通貨との交換のみ可能となった。現在では現金取引の場合、計算上の金額のセントの一の位は二捨三入七捨八入の扱いとなる。

## 紙幣
1964年、トリニダード・トバゴ中央銀行によって、1、5、10、20、50ドル紙幣が発行された。そのうち50ドル紙幣はその後発行されなかったが、1977年には100ドル紙幣が新たに発行されるようになった。2003年には紙幣のデザインが変更された。